# Rocca Cigliè
Rocca Cigliè es una localidad y comune italiana de la provincia de Cuneo, región de Piamonte, con 150 habitantes.

## Evolución demográfica
| Gráfica de evolución demográfica de Rocca Cigliè entre 1861 y 2001 |
|                                                                    |
| Fuente ISTAT - elaboración gráfica de Wikipedia                    |